# Стадион имени Михаила Месхи
Стадион имени Михаила Ме́схи (груз. მიხეილ მესხის სახელობის სტადიონი) — мультиспортивный стадион в Тбилиси, Грузия. Принимает соревнования по футболу и регби. Ныне назван в честь знаменитого советского футболиста — Михаила Шалвовича Месхи.
Домашняя арена футбольного клуба «Иберия 1999». Иногда является местом проведения домашних матчей сборной Грузии по футболу.
Стадион является вторым по вместимости в Грузии, уступая первенство также расположенномой в Тбилиси «Динамо-Арене» им. Бориса Пайчадзе, вместимость которой 55 000 зрителей. Мощность системы искусственного освещения — 1 400 люкс.

## История
Построен на территории городского парка Ваке (1955, строительство продолжалось и в 1960-е годы), первоначально был рассчитан на 36 000 зрителей. Предыдущие названия — стадион «Буревестник», стадион «Локомотив»
Имеется резервное поле (покрытие, также как и у основного поля — натуральное) с вместимостью трибун в 2500 мест (стадион «Месхи 2»), оборудовано искусственным освещением. Стадион «Месхи 2» принял два матча квалификаци Лиги Европы 2020/21.